# Pomnik Ignacego Łukasiewicza w Zielonej Górze
Pomnik Ignacego Łukasiewicza w Zielonej Górze – pomnik dłuta Roberta Tomaka odsłonięty w Zielonej Górze w 2008 r.

## Budowa pomnika
Idea budowy pomnika Ignacego Łukasiewicza zrodziła się w związku z jubileuszem 40-lecia górnictwa naftowego w Zielonej Górze. Pomysł zyskał akceptację zielonogórskiego środowiska naftowego, a później władz samorządowych Zielonej Góry.

## Lokalizacja
Pomnik został wzniesiony na skarpie przed siedzibą główną Zielonogórskiego Zakładu Górnictwa Nafty i Gazu, przy ul. Bohaterów Westerplatte 15. W wyniku konkursu wybrany został projekt zielonogórskiego artysty Roberta Tomaka. Jego uroczyste odsłonięcie nastąpiło 3 grudnia 2008, podczas uroczystości Barbórki, których gospodarzem był Oddział PGNiG S.A. w Zielonej Górze.

## Opis pomnika
Pomnik Ignacego Łukasiewicza jest wykonany z brązu, a jego wysokość (bez cokołu) wynosi ok. 2 m. Łukasiewicz oddany został w konwencji realistycznej. Wynalazca przedstawiony został w pozycji siedzącej, w prawej dłoni trzyma lampę naftową własnej konstrukcji. Zza jego pleców tryska stylizowany jęzor ropy naftowej. Na cokole pomnika umieszczone zostały imię i nazwisko wynalazcy oraz daty jego narodzin i śmierci Łukasiewicza (1822-1882)